# Karamanlı Mehmed Pasza
Karamanlı Mehmed Pasza (ur. 13 września 1458, zm. 1481) – wielki wezyr imperium osmańskiego w latach 1477-1481.
Był Turkiem pochodzącym z Karamanii. Powołanie go na wielkiego wezyra było wyjątkowym wydarzeniem, ponieważ w czasach Mehmeda II Zdobywcy funkcję tę pełnili do tej pory nie będący Turkami przedstawiciele klasy dewszirme. Podczas swoich krótkich rządów doprowadził do reorganizacji administracji. Po śmierci Mehmeda II, podobnie jak większość tureckiej arystokracji poparł w walce o tron księcia Cema, jednak ten nie zdołał przejąć władzy, którą zagarnął Bajazyd II. Karamanlı Mehmed Pasza został wkrótce zabity przez stronników nowego sułtana.